# プロ野球JAPAN2001
『プロ野球JAPAN2001』（プロやきゅうジャパン2001）は2001年11月8日にコナミ（後のコナミデジタルエンタテインメント）から発売されたPlayStation 2用の野球ゲーム。
この項目では、ほぼ同じ内容の続編『THE BASEBALL 2002 バトルボールパーク宣言』についても記述する。

## 概要
コナミが初めて発売したリアル系プロ野球ゲーム。開発は『実況パワフルプロ野球』シリーズ（パワプロ）で既に実績のあるダイヤモンドヘッド（後のパワプロプロダクション）が手がけている。そのためグラフィックがリアルなことを除けば、基本的なシステムや操作系統は『パワプロ』のものを踏襲しており、リアル版パワプロと呼ばれることもある。また、2004年から発売された『プロ野球スピリッツ』シリーズの礎にもなった。
実況・解説は日本テレビの野球中継に起用されている人物が担当しているが、テロップやスコア表示はコナミ独自のものとなっている。なお、当時東京ドームで行われていた巨人戦では1試合ごとにバックの広告スポンサーが変わっていたが、本作でもそれを再現する芸の細かさが見られた（ただしどの広告が出るかはランダムで決まるため、連続で同じ広告が出ることもある）。これは「プロ野球スピリッツ2004」まで続いた。
続編は2002年の春に『日本プロ野球2002』として発売する予定だったが、ナムコ（後のバンダイナムコエンターテインメント）がフジテレビの野球中継と提携し、『熱チュー!プロ野球2002』を発売するのを受けて、日本テレビの野球中継と正式に提携し、『THE BASEBALL 2002 バトルボールパーク宣言』として発売した。ちなみに、「日本プロ野球」の名称は2010年まで日本テレビの野球中継のタイトルとして使われていた。

## 声の出演
実況アナウンサー
- 河村亮（日本テレビアナウンサー）

解説
- 堀内恒夫（日本テレビ野球解説者）
- 中畑清（同上）

## 各モード
公式戦
ペナントレースを戦いリーグ優勝、日本一を目指すモード。1軍と2軍の入れ替えや日程早送り等の機能はあるが、選手の育成やトレード、新外国人選手獲得といったGM的な要素はない。
オープン戦
好きな球団を選び1試合対戦するモード。
キャンプ
打撃・投球・守備・走塁の練習を行うモード。
選手名鑑
登録されている選手の能力データを確認できるモード。選手の顔写真も閲覧できる。
プロ野球記録集
2000年～2001年度前半戦までのプロ野球の全公式戦記録を見ることが出来る。ペナントレースの順位、個人タイトルはもちろん、1試合ごとの詳細なスコアテーブルも確認できる。また、閲覧できる記録も打率や勝利数といったポピュラーなものから、併殺打率や被本塁打率などマニアックなものまで収録されている。